# Sárgalábú csengettyűgomba
A sárgalábú csengettyűgomba (Pluteus romellii) a csengettyűgomba-félék családjába tartozó, Európában és Észak-Amerikában honos, lombos fák korhadó maradványain élő, nem ehető gombafaj. 

## Megjelenése
A sárgalábú csengettyűgomba kalapja 2-4 (5) cm széles, fiatalon többé-kevésbé domború, később laposan kiterül, néha kis púppal. Színe sárgásbarna, sötétbarna. Széle világosabb és áttetszően bordás. Felülete nem síkos, hanem inkább viaszos jellegű, gyakran eres-ráncos, különösen a közepén.
Húsa fehér. Íze és szaga nem jellegzetes, esetleg kissé retekszerű. 
Közepesen sűrű lemezei szabadon állók, sok a féllemez. Színük fiatalon fehéres, később rózsaszínes.
Tönkje 1,5-6, cm magas és 0,-0,3 cm vastag. Alakja egyenletesen hengeres, törékeny Felszíne csupasz vagy kissé szálas. Színe sárga (citromsárga, krómsárga, zöldessárga), a tövénél többnyire élénkebb árnyalatú.  
Spórapora rózsaszínű. Spórája széles ellipszoid vagy majdnem gömbölyű, felszíne sima, inamiloid, mérete 5-7 x 5-6 µm. 

### Hasonló fajok
A feketepelyhes csengettyűgomba vagy a barna csengettyűgomba hasonlíthat hozzá. 

## Elterjedése és termőhelye
Európában és Észak-Amerikában honos (észak-amerikai változata egy ideig P. lutescens néven volt ismert). Magyarországon ritka. 
Lombos fák erősen korhadó törzsén, ágain található meg, egyesével vagy csoportosan. Májustól októberig terem. 

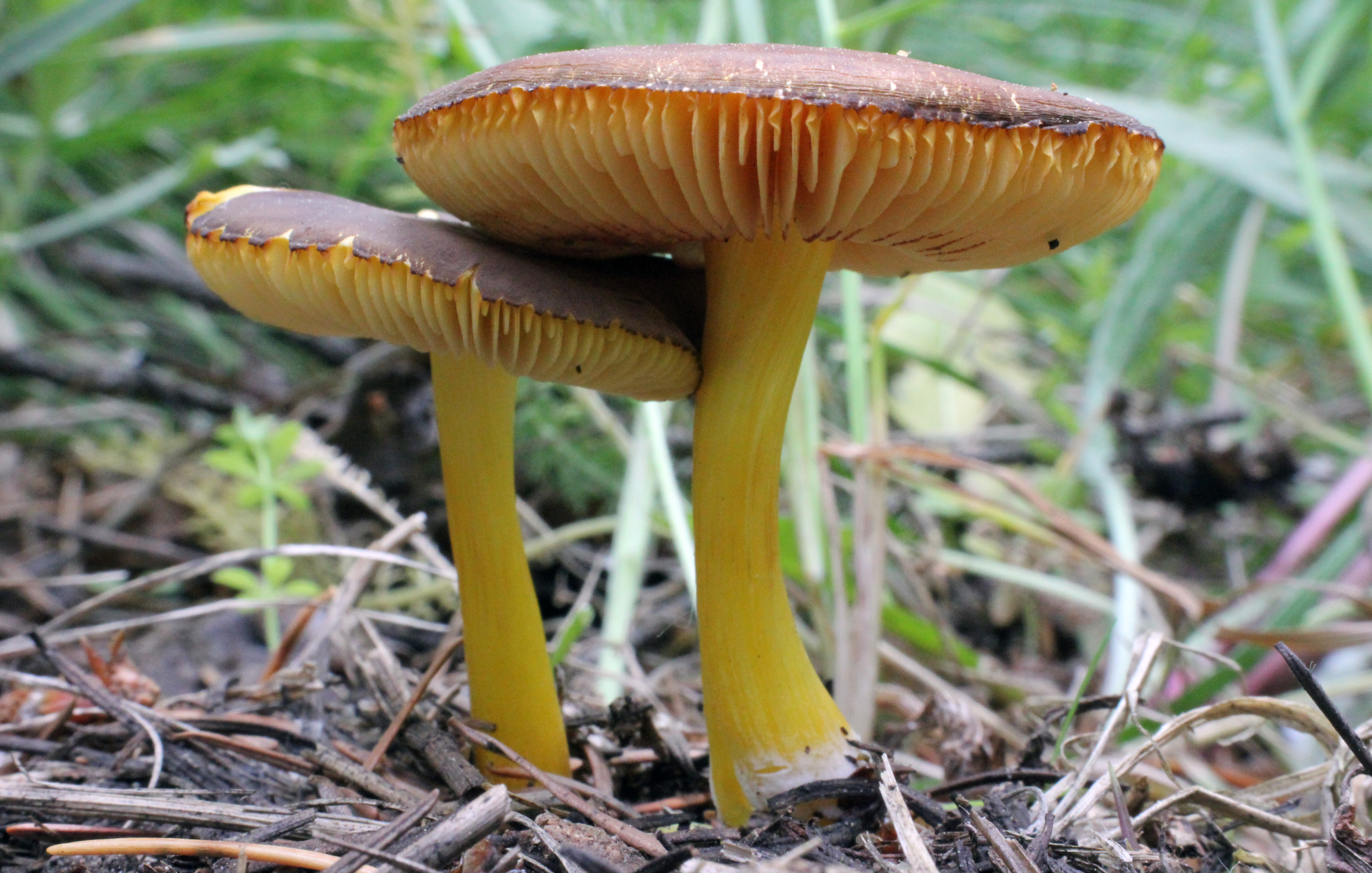
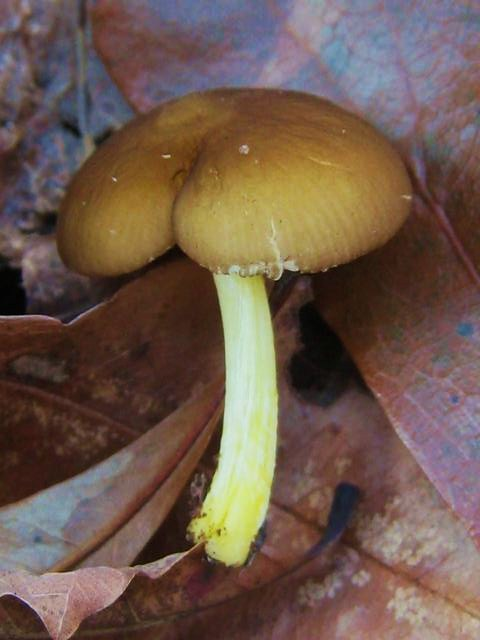
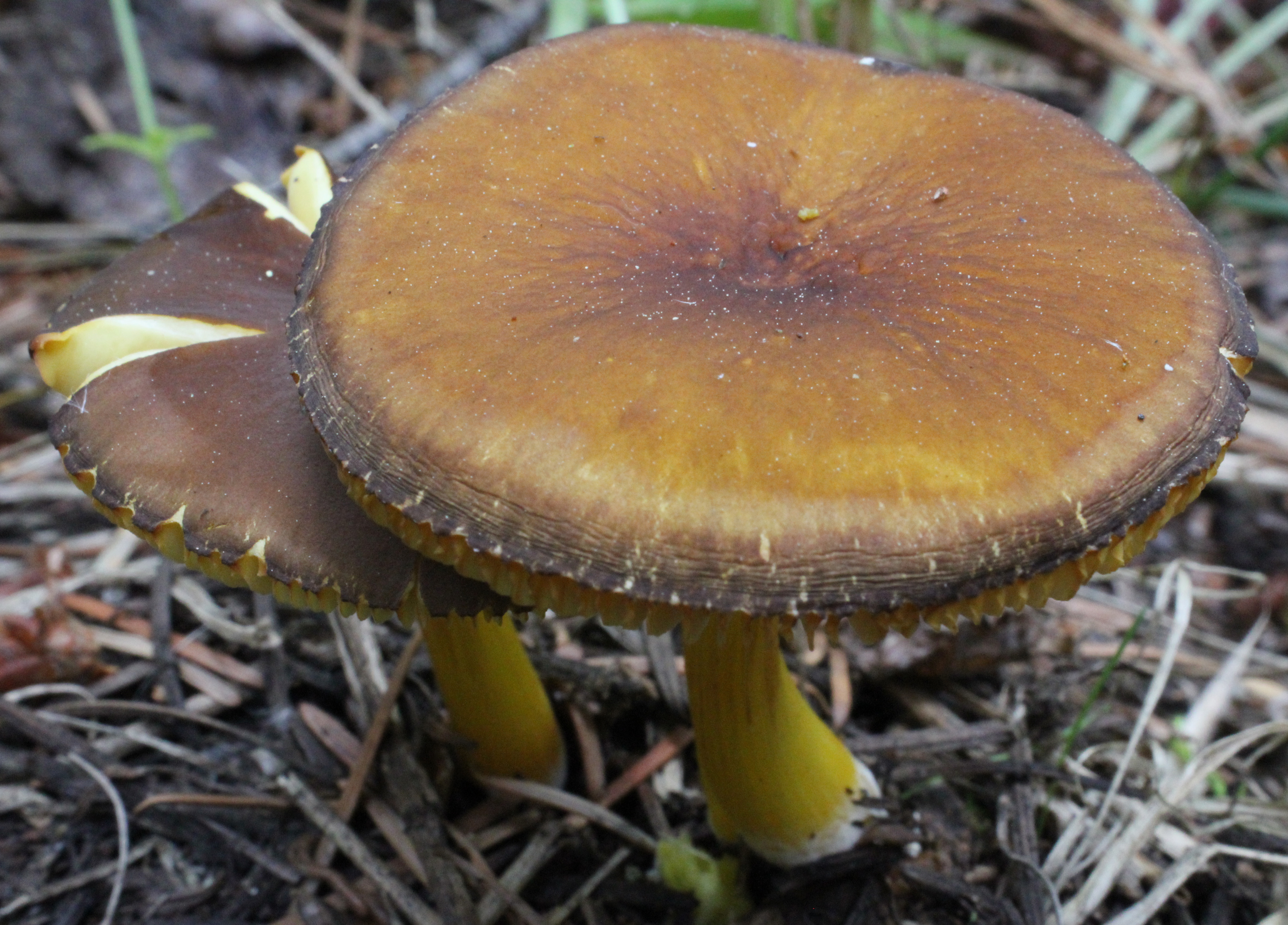
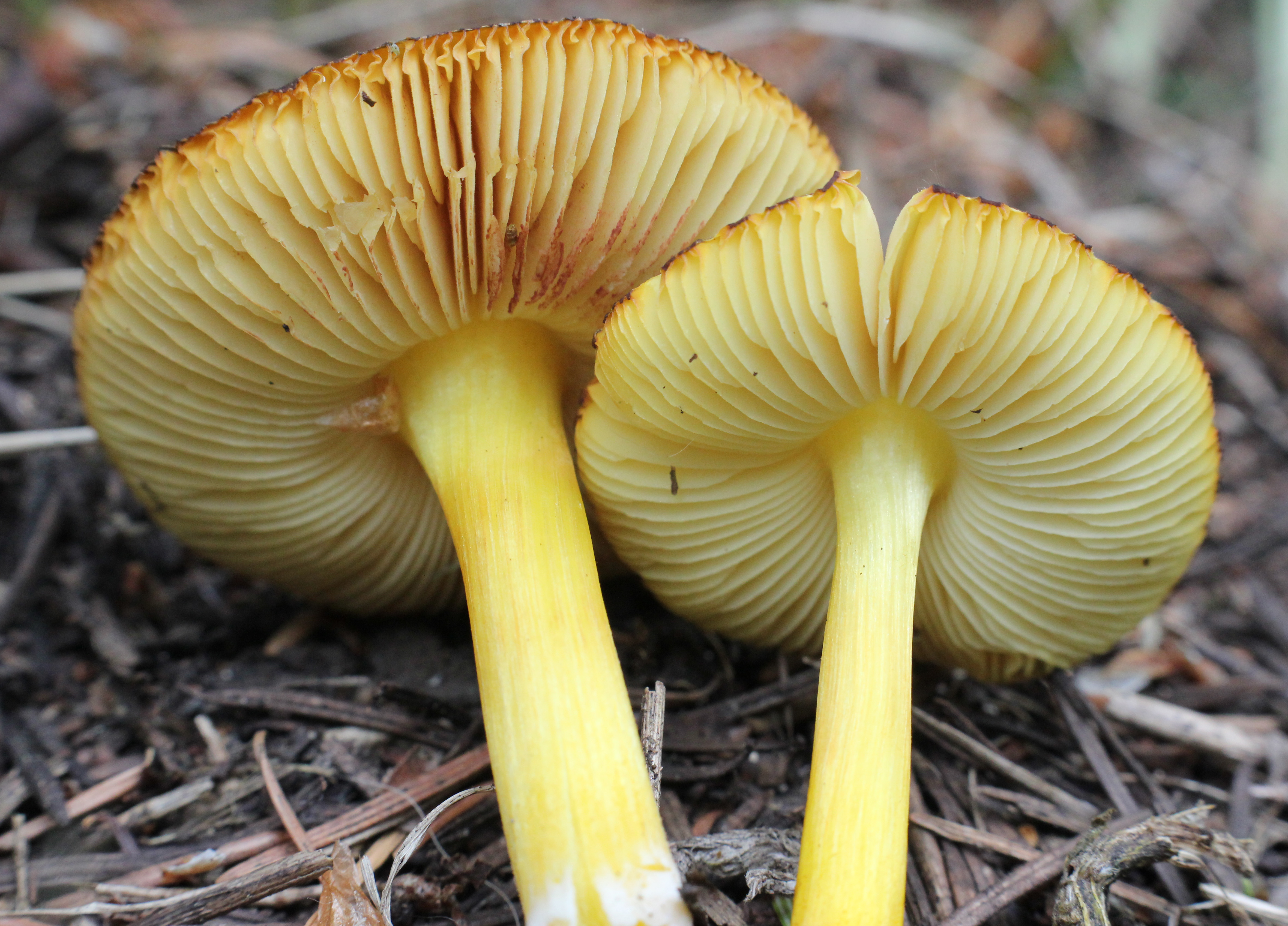
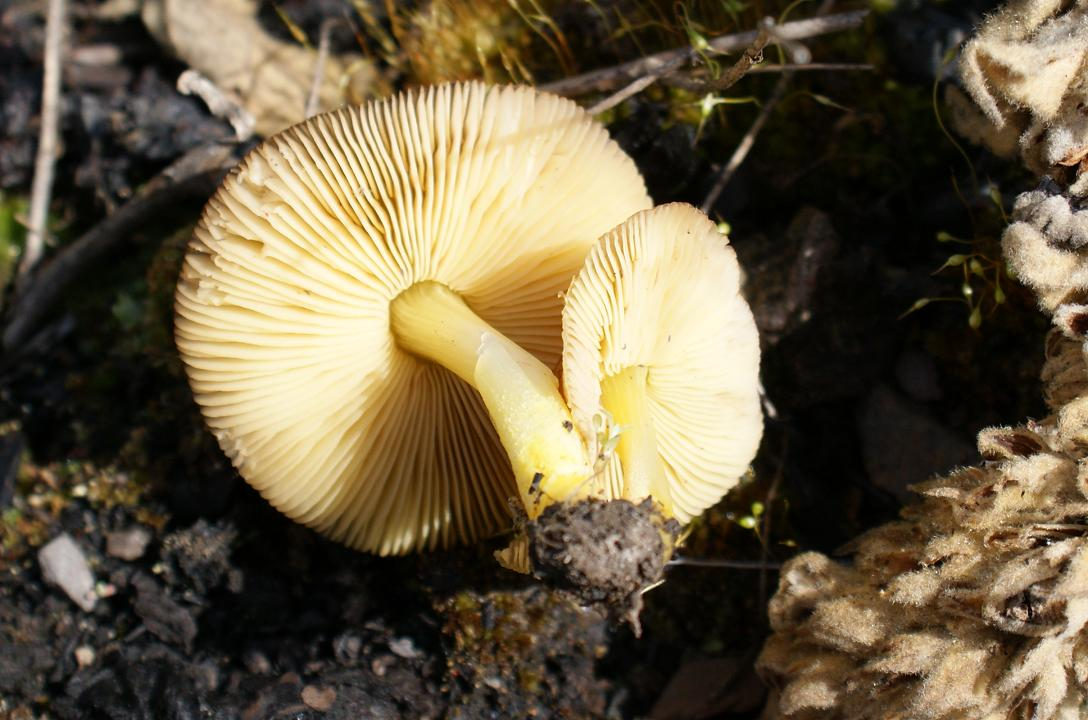

Nem ehető.    